# Burns, Baby Burns
"Burns, Baby Burns" er den fjerde episode af The Simpsons' ottende sæson, og blev vist første gang på den amerikanske tv-station Fox den 17. november 1996. I dette afsnit møder Mr. Burns' sin søn, Larry Burns. Kort efter fødslen blev Larry anbragt på et børnehjem, og bor der indtil han er 18. Derefter får han et job i en souvenir-butik, og en dag kommer der et tog forbi butikken, og det viser sig, at Mr. Burns er med toget. Larry genkender ham ud fra et gammelt foto, og beslutter sig for at opsøge sin far.